# Monumente istorice ale orașului Urlați
Monumentele istorice aflate pe teritoriul orașului Urlați sunt: 

## Crucea lui Constantin Șerban
Crucea masivă de piatră (388 cm. înălțime, 64 cm. înălțimea piuei în care era prinsă, 132 cm. lățimea brațului transversal, 58 cm. lățimea medie a stâlpului de formă tronconică, 45 cm. grosimea) a fost ridicată de domnitorul Constantin Șerban (1654-1658) în urma victoriei repurtate conform inscripției: văzându slugile noastre dărăbanți, seime(ni) sculându-se cu vrăju(mă)șie asupra domniei mele, (...) i-am biruit și am făcut ace(a)stă cruce și acest puțu.

Dacă inscripția principală se conservă în condiții bune care au permis citirea ei, o a doua inscripție, foarte ștearsă și în consecință indescifrabilă (pe fața laterală dreapta a stâlpului) cuprindea, se pare, data ridicării monumentului, numele ispravnicului și poate și alte amănunte.
La aproximativ 100 m. nord-vest de locul unde era amplasat monumentul se află un puț făcut prin anii ’20 (sec. XX), pe locul altuia dinainte, poate chiar cel amintit în inscripție, de la care a rămas, presupunem, ghizdul masiv (130 cm. diametru exterior) cu marginea scobită adânc de rosătura lanțului.
Este necesar să semnalăm că, paralel cu Valea Urloii, despărțită doar de un deal, este Valea Seman, în trecut Valea lui Seman, cum apare în documente, de prin 1703. În capul nordic al acestei văi, la o depărtare de aproximativ 1 km. de monumentul în discuție, se află punctul denumit La Răpaos, iar ceva mai încolo, locul numit Stegăreasca, denumiri care după tradiția locală, pomenesc de o oaste care ar fi adăstat aici înainte sau după o luptă. Toponimul Seman pledează, considerăm pentru seimen și variantele sale: sămen sau simen.
În susținerea ideii că oastea lui Gheorghe Rakoczi al II-lea (1648-1660), voievodul transilvan venit în ajutorul lui Const. Șerban, s-a odihnit o clipă pe aceste locuri, survin și Însemnările lui Ioan Nemeș de Hidveg privind marșul oastei lui Gheorghe al II-lea Rakoczi pentru înăbușirea răscoalei slujitorilor din Țara Românească 1655 în care este consemnat: 27<iunie>. Ne-am unit cu voievodul Moldovei (Gheorghe Ștefan, venit și el în ajutor – n.n) și am așezat tabăra lângă Ploești. 28 – Am rămas acolo. 29 – Am poposit lângă apa Cricovului (subl. nstr). 30 – La Gherghița. Acolo a venit Constantin Vodă în întâmpinarea Măriei Sale domnului nostru .
De unde putem trage concluzia că, după ce l-a învins pe Hrizea și oastea sa de seimeni, Rakoczi și-a așezat tabăra lângă Ploiești, unde, după cum zice Miron Costin, avea oastea tocmită în două . Aflând că o parte din seimenii învinși se regrupau undeva pe Cricov, Rakoczi și-a luat călării pentru a-i urmări mai ușor pe fugari și a-i distruge. După îndeplinirea misiunii călărimea sa a beneficiat de odihna meritată La Răpaos, înainte de a porni spre Gherghița unde urma să se întâlnească și cu Const. Șerban  pentru a sărbători împreună victoria.
Crucea, aflată pe Lista Monumentelor Istorice sub codul PH-IV-m-B-16877, se afla până nu demult în curtea lui Dumitru Bolgiu din Valea Urloii, localitate componentă a orașului. În prima parte a anului 2002 ea a fost adusă în lapidariul Muzeului de Istorie și Arheologie Prahova din Ploiești.

## Casa Domnească din viile Brâncoveanului
Casa Domnească este situată în localitatea componentă Valea Crângului.
Monument de arhitectură despre care nu s-au găsit, până în prezent, știri scrise. După tradiție însă, construcția ar fi una din reședințele vremelnice ale lui Constantin Brâncoveanu. Amplasarea sa în mijlocul fostelor vii vremelnice ale Brâncoveanului, pare-se de vreo 10 ha., într-un punct de unde se putea supraveghea întreaga vale a Cricovului Sărat, sprijinită de aserțiunile lui Radu Greceanu, în cronica vieții domnului, după care toamna la culesul viilor domnul obișnuia să zăbovească prin vii câteva zile (bunăoară se știe că în toamna lui 1705 domnul vine la viile sale de la Scăeni, unde stă 5-6 zile), ca și de faptul că în 1711, deși primise poruncă din partea vizirului să se oprească la Gherghița, în gura Urlaților la Albești, s-au mutat stabilind aici tabăra militară , iar în apropierea viei, în cartierul/localitate componentă/Mărunțișu, se află două cruci de piatră contemporane domniei sale (declarate monumente memoriale între timp – în Lista... nu figurează) sunt câteva argumente care sprijină ideea ctitoriei brâncovenești.
Construcția, compusă din subsol și parter înălțat, a servit drept locuință și cramă. Subsolul (folosit pentru tescuirea strugurilor, prepararea și depozitarea vinurilor și a uneltelor viticole) este accesibil doar din exterior. Una din pivnițe nu este situată sub parter, ci sub terasa clădirii, o parte întinzându-se și sub pământ. Din această pivniță pornește un tunel cu înălțimea de 180 cm. și lățimea de 70 cm., pe care nu l-am putut explora. Parterul cuprinde 10 încăperi de locuit cu holuri și un pridvor acoperit, susținut de stâlpi din lemn și arcade. Pereții clădirii sunt din cărămidă tencuită (interiorul pivniței netencuit). În aripa stângă, pereții sunt căptușiți la exterior, cu piatră cioplită. Grosimea pereților la parter este de 45 cm., iar la pivniță de 80 cm. (pereții despărțitori interiori doar de 60 cm.). La fațadă, clădirea beneficiază de două contraforturi masive.
Construcția își păstrează în mare parte forma originală, intervențiile ulterioare fiind mai evidente în aripa stângă și la pivniță. Stilul construcției este vădit popular. După cutremurul din 1977, edificiul a necesitat reparații. În prezent adăpostește un cămin de nefamiliști, fapt care îi ridică riscul de degradare.

## Biserica de lemn Adormirea Maicii Domnului
Biserica de lemn Adormirea Maicii Domnului se află în localitatea componentă Valea Seman.
Monument de arhitectură (inventariat sub nr. 2411, în Lista... din 1956) de plan dreptunghiular simplu cu absidă decroșată de cor-pul principal al lăcașului și încheiere poligonală – cu trei laturi – dată extremității vestice a bisericii, pronaosului. A fost durată prin 1753. Găsim, în naosul și altarul lăcașului de rugă și închinăciune, cupole octogonale realizate din panouri curbe, împreună cu o turlă hexagonală peste pronaos. Observăm, de asemenea, agreabile cioplituri ale arcadelor ce despart naosul de pronaos, precum și console în cap de cal, din lemn de stejar, nemaiîntâlnite în partea estică a Munteniei. În 1938 i s-a adăugat un pridvor închis (.
În patrimoniul bisericii se păstrează tâmpla cu șase icoane mari, trei uși împărătești, 12 icoane mici, plus un crucifix, sculptate în lemn și pictate în tempera de meșterii Mihail și Stancu Zugravu, pe la 1791, din vechea școală populară a secolului al XVIII-lea.

## Biserica Galbenă Sf. Nicolae și Sf. Dumitru
Biserica Galbenă se află în cartierul Arioneștii Noi.
Monument de arhitectură (inventariat sub nr. 2409, în Lista... din 1956) înălțat în 1761 de către boiernașul mazil Stan Urlățeanu. Denumirea de Galbenă a dobândit-o de la culoarea în care a fost zugrăvită, cea mai caldă, volubilă, ardentă și care în limbajul heraldic semnifică înțelepciune. Atât din sistemul ei de construcție, cât și din urmele rămase dintr-un zid de incintă specific lăcașurilor monahale, precum și din inscripția de pe frontispiciu, unde între altele se menționează: această sfântă și dumnezeiască mănăstire..., rezultă în consecință că inițial a fost o mănăstire și abia ulterior a devenit biserică de mir a cartierului Arioneștii Noi.
De plan triconc, cu trei abside (poligonale la exterior, circulare în interior), pronaos rectangular, pridvor deschis și acoperiș originar din șindrilă. Primordial monumentul a fost pictat în frescă. În 1888 fresca inițială a fost acoperită de pictura în ulei executată de Gheorghe Tattarescu ; tâmpla fiind pictată cam în același timp de C. Lecca (1810-1887) și de Mișu Popp (1827-1892). În 1938, prin grija lui N. Iorga, s-au scos la lumină de sub pictura lui Tattarescu frescele primare. Portretul votiv îl prezintă pe ctitor drept vel serdar, alături de panița Sanda .

## Complexul Bellu
Adresa: str. Orzoaia de sus nr. 12 
"Conacul Bellu" este un monument reprezentativ pentru arhitectura veche romanească și a făcut parte dintr-un complex arhitectonic ce datează de la jumătatea secolului al XIX-lea. Celelalte clădiri ale complexului nu au rezistat și rând pe rând au dispărut.
Monument de arhitectură (inventariat sub nr. 2410, în Lista... din 1956) compus din construcția ce adăpostește astăzi muzeul (parter supraînălțat cu nouă încăperi spațioase – odinioară dependințe – și pivniță), care are numeroase elemente arhitectonice împrumutate de la casa țărănească din zona Cricovului Sărat, foișorul-culă de intrare (construit după modelul turlei-clopotniță a Vărbilei), fundațiile conacului propriu-zis, distrus la cutremurul din 1977 (24 de încăperi dispuse pe două nivele, operă a meșterului zidar Barbu Bezdedeanu de pe la mijlocul sec. al XIX-lea), ruinele acareturilor (magazii, grajduri și atenanse pentru argați, grăjdari, rândași și unde au fost tolerați să-și încheie zilele ultimul vlăstar al familiei Bellu și soția sa, o franțuzoaică modestă) și un parc monumental de cca. 5 ha., în care se afla și o pitorească poartă de lemn lucrată în stil popular (maramureșan).
Prin 1927, toate acestea au fost donate de Barbu B. Bellu Academiei Române, despre care am mai vorbit.
În clădirea care se mai păstrează a luat ființă, în 1953, un muzeu eclectic în privința tematicii pe care o abordează. Expoziția de bază prezintă o bogată colecție etnografică (port popular din zona Cricovului Sărat, țesături, ceramică, unelte), covoare românești din sec. al XIX-lea, coloane și capiteluri, chenare de uși și ferestre sculptate în piatră din veacurile XVII-XVIII, cărți rare în ediții de lux, picturi din sec. al XIX-lea, faianță, mobilier de stil din diferite epoci, artă orientală (vase și stampe japoneze, vase de aramă orientale), iar la subsol, din iun. 1971, o interesantă și cuprinzătoare secție de Practica viticulturii în podgoria Dealu Mare.

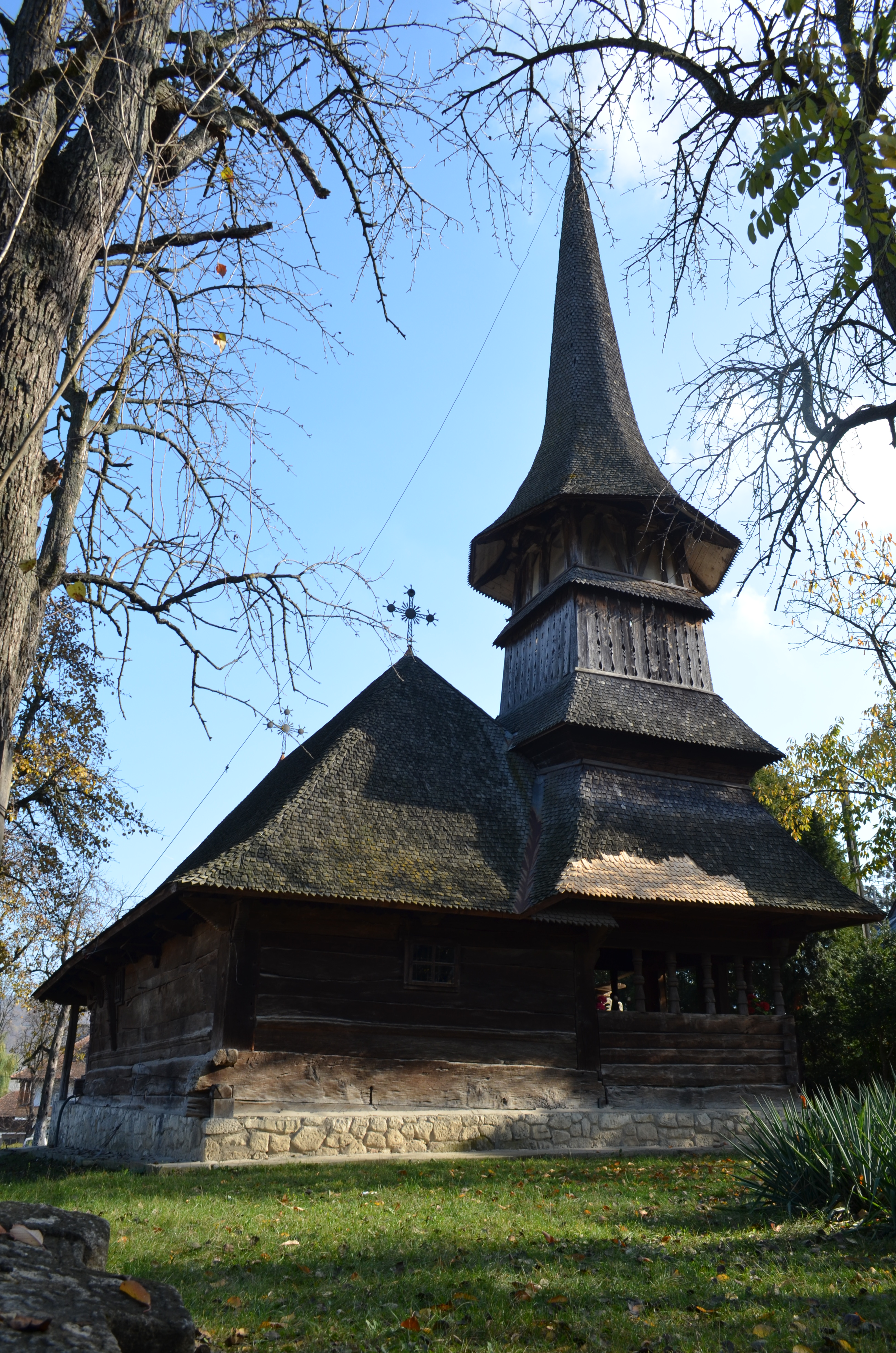
Biserica de lemn de la Mănăstirea Jercălăi

## Schitul Sf. Maria - Cricov (Mănăstirea Jercălăi)
Schitul Sf. Maria - Cricov cu biserica de lemn se află în Jercălăi, Urlați.
Biserica de lemn, monument de arhitectură, a fost construit în 1731, de meșteri populari în satul Luieriu (Mureș). După un timp, bisericuța a fost demontată și transportată la Toplița (Mureșului). Remarcată de regina Maria a fost mutată, de aici, la Bran, în 1928.
În sfârșit, în septembrie 1956, lăcașul de închinăciune face ultimul drum, de la Bran la Jercălăi-Urlați, unde a fost instalat pe temelia unei biserici năruite, care, se pare că, fusese durată în timpul domniei lui Radu I (cca. 1377-cca. 1383), din care nu ar mai fi "rămas decât o cruce de piatră, marcând locul altarului" susține un profesor de lb. română, metamorfozat după decembrie 1989 în gazetar și apoi muzeograf la Muzeul de Biologie umană Ploiești . Numai că, iată, istoria crucii din curtea bisericii din Jercălăi (și ea monument memorial) este cu totul alta... Crucea este durată în granit (cu inscripție slavonă) și a fost realizată prin 1698 (sau 1752 – părerile sunt împărțite), la Fetești-Ialomița, de unde a fost adusă la Jercălăi, tot în 1956 și plantată lângă bisericuța transilvană. Cum?... Nu am putut să aflăm.
O inscripție de la intrarea în biserică confirmă anul construcției lăcașului: 1731.

## Puțul Frumos
Puțul Frumos se află în cartierul Valea Mieilor.
Acest monument etnografic a fost reconstruit prin 1862, de către localnicul A. Dumitru Ștefan, cu colac din piatră (rămas, pare-se de la vechiul puț), dotat cu roată și fus fixate pe doi stâlpi din lemn și un jgheab. Întreaga construcție este adăpostită de un mic pavilion.
- Crucea din piatră de Istrița, din str. Soarelui, nr. 14.

A fost ridicată în vremea domniei lui C. Brâncoveanu vă leato 7206 (1697-1698) sau (timpul a avut înrâurire asupra inscripției) din vremea lui Grigore al II-lea Ghica vă leato 7260 (1751-1752).

## Monumentul eroilor din războiul pentru întregirea neamului
Se află în centrul orașului.
Statuia din bronz reprezintă un ostaș (de 1,80 m.) cu drapelul ridicat în curmeziș cu mâna dreaptă ca simbol al victoriei, stânga sprijinindu-se în țeava puștii al cărei pat atinge obeliscul. Acesta, în forma unui trunchi de piramidă este instalat pe un soclu; ambele executate din piatră albă au o înălțime de 5,50 m. La baza piedestalului sunt asamblate meplaturi din bronz care reprezintă chipul unificatorilor: Mihai Viteazul și Ferdinand I (față), atacul la baionetă (stg) și acordarea primului ajutor răniților (dr). Deasupra celor două efigii câteva simboluri din bronz reprezintă: baionete, puști, un stindard, o cască și frunze de laur, iar și mai sus inscripția: Eroilor urlățeni morți în războiul pentru întregirea neamului 1916-1918. Pe spatele soclului alte inscripții: Cetățenii urlățeni recunoscători eroilor morți în războiul pentru întregirea neamului. 1916-1918, Asociația Arta Română – turnătorie București, Ctitor medic Ștefănescu Mihail, iar pe laterale listele cu numele a 154 eroi locali.
În arhivele prahovene se păstrează un dosar de corespondență cu privire la ajutorul acordat de către Prefectura prahoveană pentru ridicarea monumentului .